# Redbridge (metrostation)
Redbridge is een station van de metro van Londen aan de Central Line. Het metrostation, dat in 1947 is geopend, ligt in de plaats Redbridge.

## Geschiedenis
In 1933 werd het openbaar vervoer in Londen genationaliseerd in de London Passenger Transport Board (LPTB), waardoor de verschillende metrobedrijven in één hand kwamen. LPTB kwam met het New Works Programme 1935-1940 om knelpunten in het metronet aan te pakken en nieuwe woonwijken op de metro aan te sluiten. De London & North Eastern Railway (LNER) had van haar rechtsvoorganger Great Eastern Railway o.a. twee voorstadslijnen met stoomdiensten door de noordoostelijke wijken in aanbouw overgenomen. LNER had echter geen geld om de voorstadslijn te elektrificeren en bovendien zouden forensen door een verlenging van de metro ook niet meer hoeven overstappen bij Liverpool Street. Het New Works Programme voorzag dan ook in de integratie van deze voorstadslijnen in de Central Line. De Fairlop Loop, tussen Ilford en Woodford, werd bij Ilford losgekoppeld van de spoorlijn naar het oosten en de metro kreeg een eigen tunnel tussen Newbury Park en Leytonstone. Deze tunnel, grotendeels onder de Eastern Avenue, met drie stations, waaronder Redbridge, betekende dat de metro niet zoals de stoomdiensten tussen het andere treinverkeer hoefde te rijden.    
Deze drie stations, allemaal ontworpen door Charles Holden, werden gebouwd om nieuwe woonwijken in Ilford te bedienen en het station zou aanvankelijk West Ilford genoemd worden. De naamgevingscommissie veranderde de naam in Red House, de definitieve keus was echter tussen Redbridge en Red Bridge, de bouw begon in 1936 met een geplande opening in 1941. In tegenstelling tot de andere twee werd Redbridge gebouwd als openbouwputtunnel met aansluitende geboorde tunnels, net als bij Mile End. In juni 1940 werd de bouw als gevolg van het uitbreken van de Tweede Wereldoorlog stilgelegd, al waren de geboorde tunnels in ruwbouw gereed. Van 1942 tot 1945 werden de tunnels in ruwbouw door Plessey gebruikt als als fabriek voor vliegtuigonderdelen, communicatieapparatuur en granaathulzen. De aanleg van de metro werd na afloop van de oorlog hervat, op 4 december 1946 bereikte de Central Line Stratford, op 5 mei 1947 Leytonstone en op 14 december 1947 Newbury Park via de drie nieuwe ondergrondse stations waaronder Redbridge.

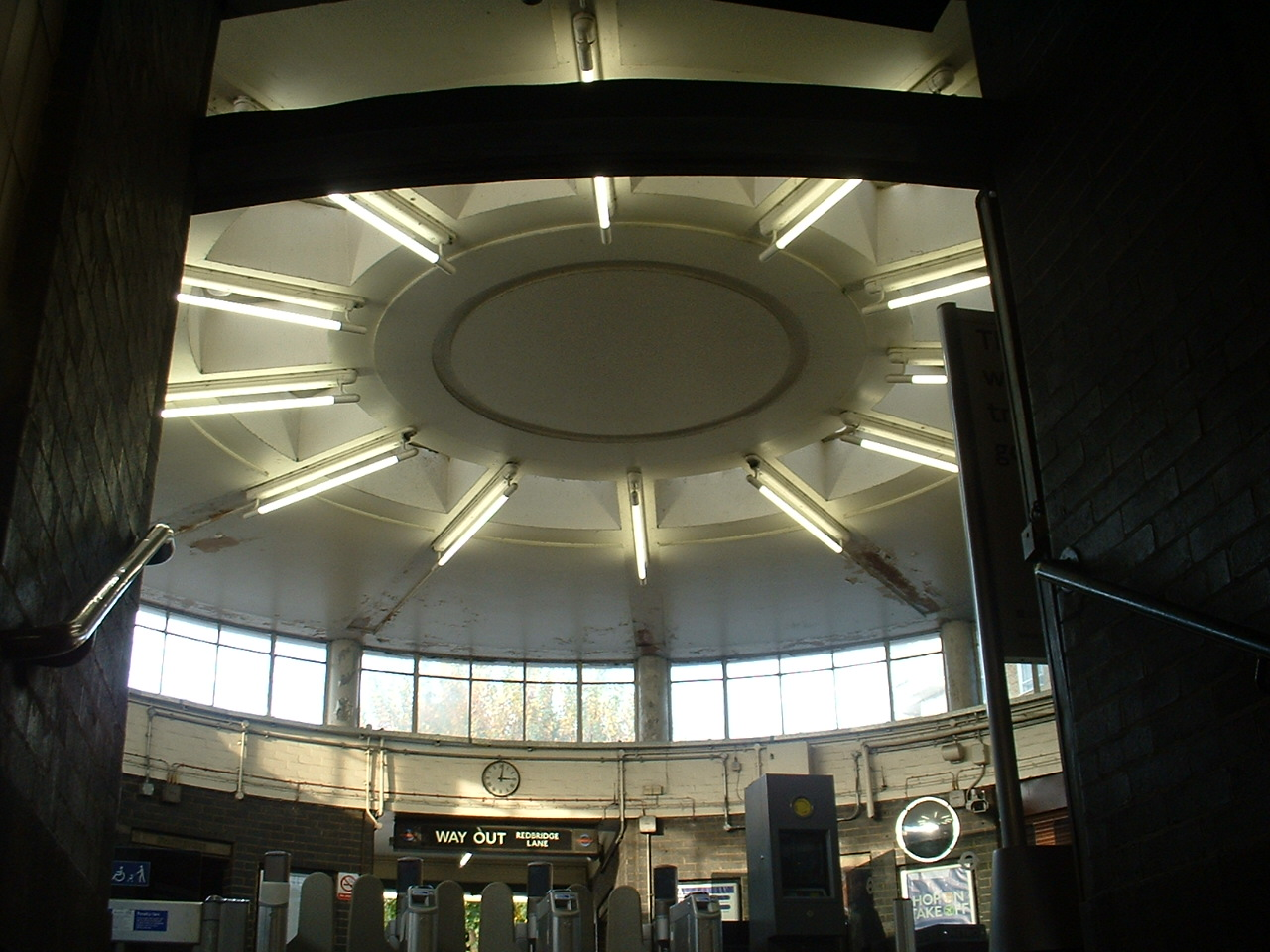
De stationshal gezien vanaf de trappen tussen hal en perron.
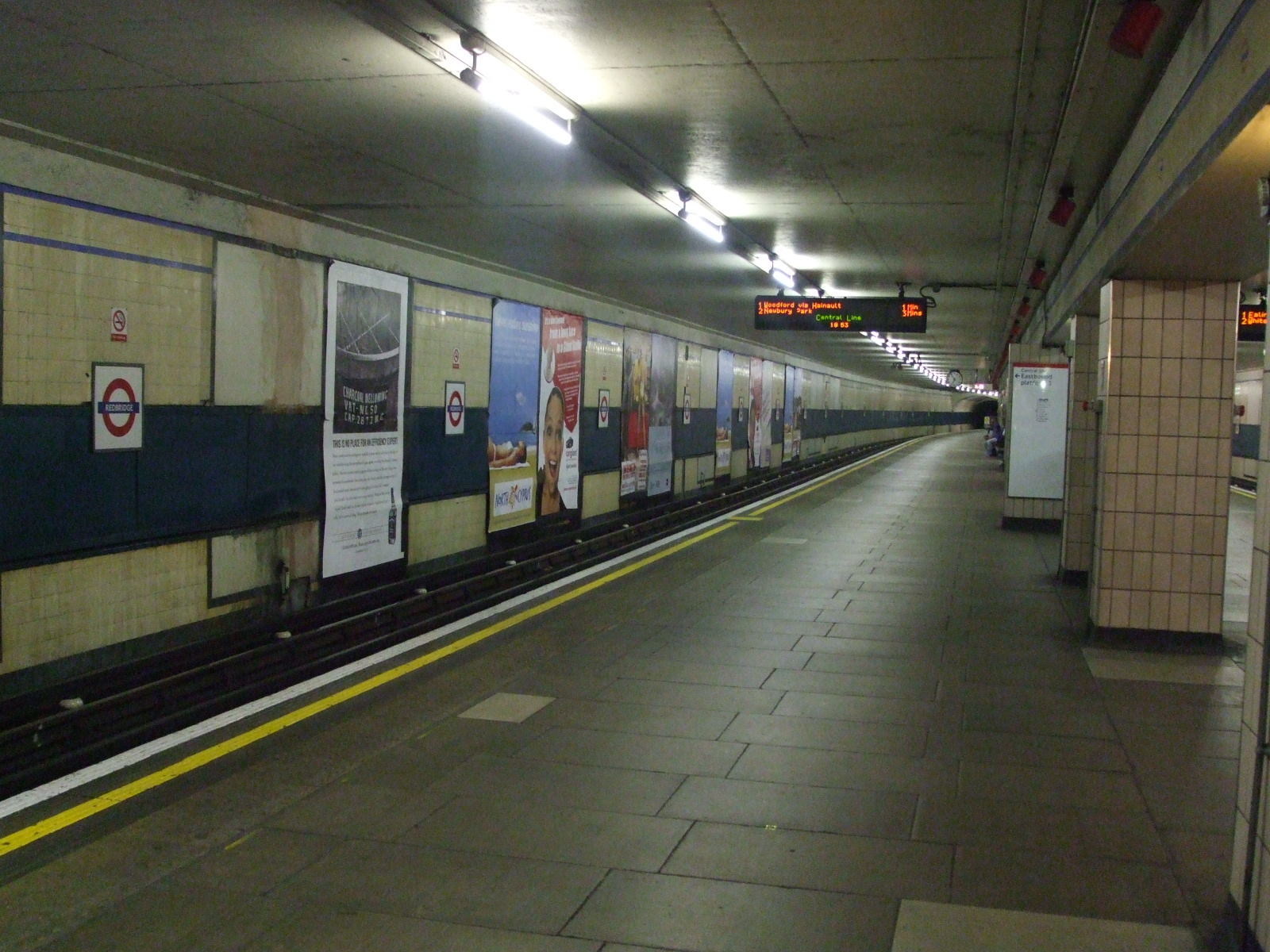
Het eilandperron gezien uit het westen.
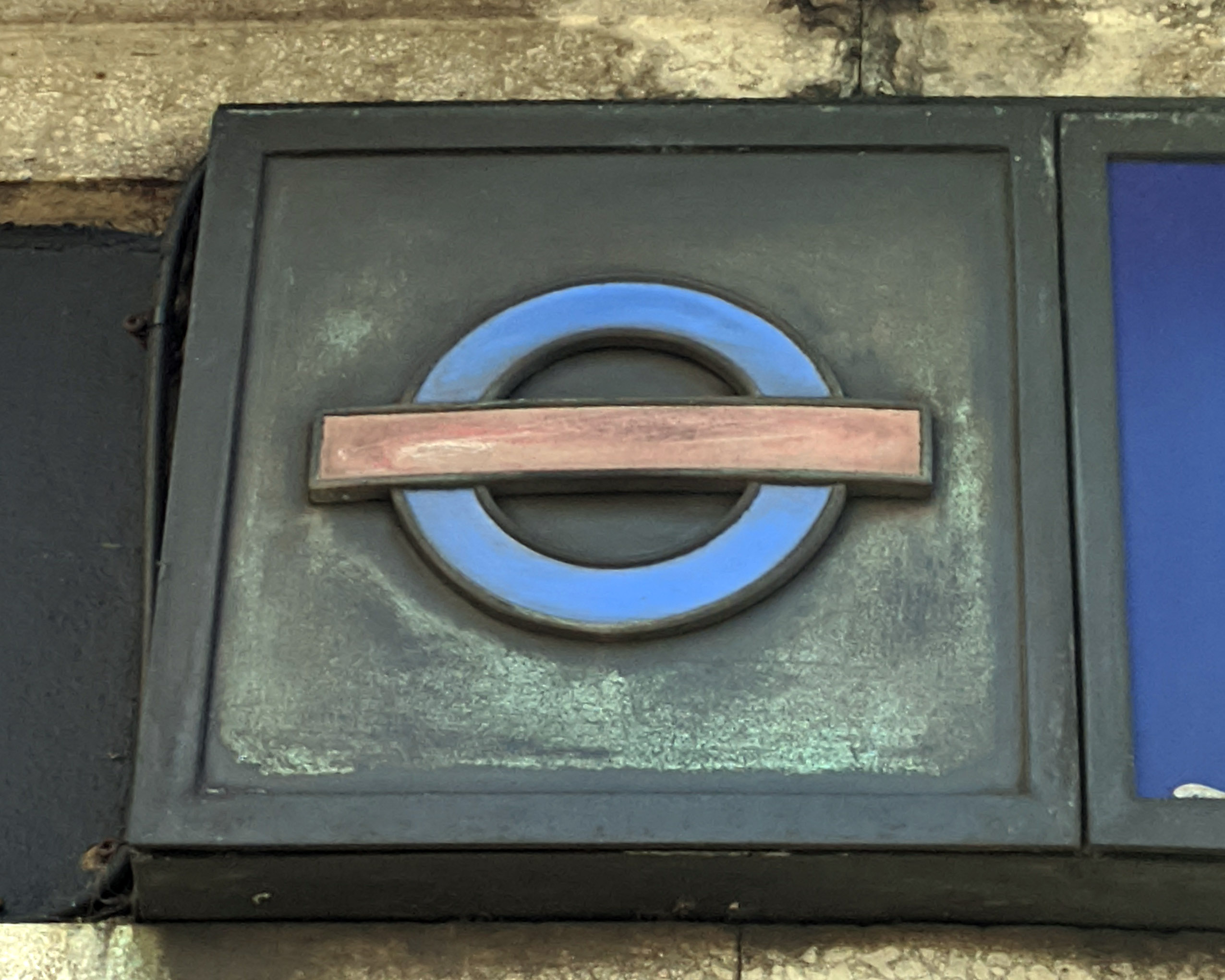
Een Roundel met verwisselde kleuren.

## Ligging en inrichting
Het station ligt onder de oostoever van de Roding in een drassig gebied. Bij het ontwerp van de lijn is overwogen om het station bovengronds te bouwen maar er werd gekozen om de grond rond de bouwput met chemicaliën te versterken. Het station ligt slechts 5,2 meter onder het maaiveld, de opvolgende stations liggen dieper omdat het land verder van de rivier hoger ligt, al liggen ze ten opzichte van zeeniveau drie meter hoger. Tussen de Roding en het station is een grote rotonde aangelegd waar aanvankelijk de M11 uitkwam op de Eastern Avenue (A12). De A 406 kruist deze rotonde met een brug, midden op de rotonde staat een ventilatieschacht van de metro naast dit viaduct.  Het ronde stationsgebouw staat aan de oostkant van de rotonde op de hoek van de Eastern Avenue. Het perron onder de Eastern Avenue is met twee vaste trappen verbonden met de stationshal. In juli 2011 werd het station door English Heritage op de monumentenlijst geplaatst. Opvallend detail zijn de roundels met verwisselde kleuren, een blauwe cirkel met rode balk, in de fries boven de ingang.   
Het station werd genoemd in de aflevering The Last Train to Redbridge van de tv-serie Department S, hoewel het echte station er niet in voorkomt.